# Güterlehre
Als Güterlehre oder Agathologie (Lehre vom Guten) wird der Teil der Ethik bezeichnet, der das Wesen und die Arten der geistig-sittlichen Güter oder Werte beschreibt. Als Güterlehre erscheint die Ethik besonders bei Friedrich Schleiermacher sowie bei August Döring, dem sie als die philosophische „Zentralwissenschaft“ gilt. Döring nennt die Güterlehre „die Wissenschaft von den Werten“, von den allgemeingültigen Werten und vom Gesamtwert. 